# 625
625 је била проста година.

## Догађаји
- Византијско-сасанидски рат: цар Ираклије маршира са својим снагама на запад, кроз планине Кордуена. За мање од седам дана он заобилази планину Арарат и заузима стратешке тврђаве Амида дуж реке Арсаније, и Мартиропољ на горњем Тигру. Персијска војска у северној Месопотамији се повлачи на запад преко Еуфрата. Ираклије улази у Киликију, праћен великим пленом.
- Битка код Саруса: Ираклије побеђује у византијском нападу преко реке. Ојачани Персијанци под Шарбаразом су поражени дуж реке Сарус, близу Адане (савремена Турска). Ираклије поново заузима Кападокију и Понт, и враћа се у Трапез да презими. Шахрбараз се повлачи у добром реду, и може да настави напредовање кроз Малу Азију према Цариграду.
- Краљ Едвин од Нортумбрије жени се са Етелбургом од Кента. Као хришћанка, она доводи свог личног капелана, Паулина, и подстиче свог мужа да пређе на хришћанство.
- Краљ Кадфан од Гвинеда умире и сахрањен је у Ллангадваладру, где се још увек може видети његов спомен-камен. Наследио га је син Кадвалон.
- Јудикаел постаје високи краљ Домноне (северне Бретање).
- Краљ Пулакешин II од Чалукје прима персијске изасланике, које шаље краљ Хозроје II у Бадами (јужна Индија).
- 19. март – Битка код Ухуда: Мухамед се повлачи против становника Меке (Саудијска Арабија), што они сматрају победом.
- 25. октобар – Папа Бонифације V умире у Риму после шестогодишње владавине. Наследио га је папа Хонорије I као 70. римски папа.

## Смрти
- Виталије од Газе
- Папа Бонифације V